# Thương mại Việt Nam thời Nguyễn
Thương mại Việt Nam thời Nguyễn phản ánh hoạt động ngoại thương và nội thương của Việt Nam dưới triều nhà Nguyễn thời kỳ độc lập, từ năm 1802 đến 1884.

## Điều kiện phát triển
Việc thống nhất đất nước vào đầu thế kỷ 19 là một điều kiện thuận lợi cho thương nghiệp phục hồi và tái phát triển sau một thời gian dài suy thoái. Ngoài ra, Gia Long và các vua nhà Nguyễn cũng cho sửa sang đường sá, xoi đào các sông ngòi, đắp các đê điều, để cho việc làm ăn của người dân được tiện lợi. Gia Long định lệ sai quan ở các doanh, các trấn phải sửa sang đường quan lộ, bắt dân sở tại phải đắp đường làm cầu, lệ cứ 15.000 trượng đường thì phát cho dân 10.000 phương gạo.
Từ ải Nam Quan (thuộc Lạng Sơn) vào tận Bình Thuận, cứ 4.000 trượng phải làm một nhà trạm ở cạnh đường quan lộ, để cho quan khách đi lại nghỉ ngơi, tất cả có 98 trạm. Còn từ Bình Thuận trở vào phía nam đến Hà Tiên thì đi đường thủy.
Những cải cách tiền tệ cho thấy là thương nghiệp phát triển hơn so với thế kỷ trước. Cho tới hết thời Nam Bắc triều thì chỉ tệ duy nhất được đúc là tiền đồng, cứ 500 đồng thành 1 quan. Giá trị thứ tiền này rất kém, sử dụng khó khăn chỉ hợp với 1 xã hội mà hoạt động kinh tế không quá thôn xã và sự mậu dịch không quan trọng. Vua Gia Long và Minh Mạng đã cho đúc những nén vàng, nén bạc cho thấy kinh tế thương mại đã có bước tiến lên trước. Tuy nhiên, chúng ít được đầu tư và được dân chúng đem cất trữ bởi tâm lý dân chúng còn mang nặng tính nông nghiệp.

## Nội thương
Trong vùng làng xã nông thôn, hoạt động thương mại cũng chỉ nhằm trao đổi nông sản và hàng tiểu thủ công ở các chợ. Ở đó, ngoài những cửa hàng tạp hóa quy mô nhỏ hay các cửa tiệm bán thuốc Bắc, còn có những nông dân bán thổ sản và nông sản của mình và một số thương nhân nhỏ bán vải vóc, hàng xén, cau thuốc, đi rong từ chợ này sang chợ khác.
Việc mua bán giữa các tỉnh được đẩy mạnh: gạo được chở bán từ Gia Định ra miền Trung, hàng thủ công miền Bắc được chở vào bán trong Nam.
Ở Kẻ Chợ trong thế kỷ 19 các thương khu (phường hội) đã thay đổi bản chất. Giữa thế kỷ 19 thì các thương khu đã thoát ly khỏi trạng thái chợ phiên có kỳ hạn và đã có thương gia cùng thợ thuyền cư trú thường xuyên. Thị trấn Thanh Hoá được bắt đầu xây dựng đầu thời Gia Long và tới năm 1885 đã là một trung tâm thương mại.
Ở kinh đô Huế, thời Gia Long cư dân ở chen chúc thường hay có hoả hoạn nên năm 1837, triều đình đã cho chỉnh trang lại đồng thời lập chợ Gia Hội có tất cả 399 gian, dài suốt hơn 319 trượng, tất cả đều có cột bằng gạch, xây bằng vôi. Ở Huế, Michel Đức Chaigneau cho biết "người Tàu và người Việt buôn bán rất lớn. Thuyền buôn Trung Quốc chở đến vải vóc, đồ sứ, trà, thuốc Bắc, đồ chơi... và chở về thổ sản như cau khô, tơ sống, gỗ, sơn, sừng tê và ngà voi."
Những trung tâm thương mại từ cuối thế kỷ 18 cũng vẫn tiếp tục hoạt động trong thế kỷ 19. Hội An theo thuyền trưởng Rey "tương tự 1 Bazar lớn của Ấn Độ" với khoảng 60.000 dân mà 1/3 là Hoa kiều. Hàng năm có những thuyền buồm Trung Hoa lường đến 600 tấn tới buôn bán.
Việc buôn bán bị hạn chế bởi hệ thống thuế khá nặng: gạo chở từ Nam Định vào Nghệ An chịu 9 lần thuế; các thuyền buôn còn bị triều đình trưng dụng, cứ chở việc công 1 năm mới lại được đi buôn 1 năm.

## Ngoại thương
Khác với các triều đại trước, nhà Nguyễn nắm độc quyền ngoại thương và kiểm soát chặt chẽ.
Cho tới thời Thiệu Trị, chính sách ngoại giao của nhà Nguyễn với phương Tây khá cẩn trọng nhưng thương mại với các nước này vẫn được khuyến khích. Sau năm 1818, các thương gia phương Tây khỏi phải trả thuế nhập cảng quá cao, chỉ vài loại hàng mới phải chịu thuế xuất cảng còn phần lớn được miễn. Hoạt động thương mại của Việt Nam với các nước láng giềng không thể phát triển tự do khi các quan chức đánh thuế nặng lên thương mại, còn thủ tục thì rất phiền phức. Ngoài ra, triều đình còn cấm đoán một số mặt hàng, muốn bán phải có giấy phép riêng.
Guồng máy hành chính của nhà Nguyễn cản trở rất nhiều các hoạt động của thương nhân trong thế kỷ 19 mà cũng không có một tầng lớp trung lưu làm giàu bằng thương mại để thúc đẩy triều đình mở rộng giao dịch quốc tế.
Về các thành thị công thương, Hội An, Phố Hiến, Thanh Hà do nhiều nguyên nhân trở nên suy tàn và không thể phục hồi như xưa; còn Thăng Long, Bến Nghé, Đà Nẵng vẫn tiếp tục cuộc sống công thương như bình thường; Gia Định vẫn phát triển đều đặn. Xuất hiện thêm vài hiệu buôn người Hoa, một số phường thủ công cũng ổn định mặt hàng nhưng không thay đổi nhiều.
Triều đình đã tổ chức nhiều chuyến đi công cán đến các nước trong khu vực để thực hiện giao dịch buôn bán. Ngay từ năm 1824, Minh Mạng đã sai người đi công cán ở Hạ Châu (Singapore) và Giang Lưu Ba (Indonesia). Từ năm 1825, vua Minh Mạng phái người sang Hạ Châu mua vải và đồ thủy tinh. Và sau đó, mỗi năm đều có quan viên được phái đi tới các trung tâm mậu dịch của người Âu ở khắp Đông Nam Á.
Từ 1831-1832 trở đi, các chuyến công cán càng lúc càng nhiều, điểm đến cũng khá đa dạng: Hạ Châu, Lữ Tống (Luzon - Philippines), đảo Borneo, Quảng Đông, Giang Lưu Ba,... Trong khoảng 1835-1840 đã có 21 chiếc được cử đi. Hàng bán ra chủ yếu là gạo, đường, lâm thổ sản quý, hàng mua về là len dạ và vũ khí, đạn dược. Các hoạt động này gần như là độc quyền của triều đình dù tư nhân không bị cấm. Nguyên do ở chỗ thuyền buôn tư nhân không được mang vũ khí nên không chống được hải tặc Trung Hoa đang hoành hành trên biển từ vịnh Thái Lan cho tới đông bán đảo Mã Lai. Dù vậy, nhiều thương nhân cũng lợi dụng các chuyến buôn bán này để buôn lậu gạo và thổ sản sang Hạ Châu hay Quảng Châu.
Hàng mang bán ra nước ngoài là thổ sản như gạo, lúa, ngô, đường, hạt tiêu... và hàng nhập về là trà, thuốc Bắc, vải, đồ đồng, giấy...
Hàng năm, thuyền buôn Trung Hoa thường đi lại giữa Việt Nam và Singapore. Thương nhân người Hoa thường lén chở gạo đi và đem thuốc phiện về. Trong những năm 1820-1830, giao dịch với Singapore rất hạn chế. Năm 1824, giá trị mậu dịch chỉ cỡ 93.781 USD, năm 1826-1827 là 124.698 USD. Nguyên nhân do hàng hóa của Việt Nam phù hợp với thị trường Trung Hoa hơn. Nhờ Hoa kiều mà mậu dịch quốc tế hoạt động khá mạnh. Khi người Pháp sắp chiếm hết Nam Kỳ, các bản lược kê tài chính cho thấy quan thuế hàng năm tương đương 3.000.000 franc vàng trên tổng ngân sách 40.000.000 mà các quan viên đã giữ lại gấp đôi số tiền thuế kia, như vậy số tiền thu được vượt quá số tiền chuyển về triều đình rất nhiều.
Thời vua Thiệu Trị, tháng 3/1845, chiến hạm Constitution của Hoa Kỳ cập bến Đà Nẵng yêu cầu nhà cầm quyền thả 1 nhà truyền giáo người Pháp và để gây áp lực đã bắt các quan làm con tin. Năm 1847, 2 chiến hạm Pháp tới Đà Nẵng đòi triều đình cho phép Công giáo hoạt động tự do và phóng thích các nhà truyền giáo Pháp. Do hiểu lầm mà người Pháp bắn chìm các chiến thuyền Việt Nam trong cảng. Từ sau những sự kiện đó, quan hệ buôn bán với phương Tây bị tổn hại.
Từ thời Tự Đức, hoạt động ngoại thương bị ngăn cản. Tự Đức không còn phái thuyền đi buôn ở Hạ Châu nữa. Năm 1850, có tàu Mỹ Lợi Liên vào cửa Đà Nẵng, đem thư sang xin thông thương, nhưng Tự Đức không tiếp thư. Năm 1855 đến năm 1877 tàu Anh ra vào mấy lần ở cửa Đà Nẵng, cửa Thị Nại (Bình Định) và ở Quảng Yên, để xin buôn bán, Tự Đức cũng không cho. Người Tây Ban Nha và người Pháp Lan Tây xin thông thương cũng không được.
Sau đó người Pháp vào đánh chiếm đất Gia Định, việc ngoại giao một ngày một khó khăn, Tự Đức mới đặt Bình Chuẩn Ti để coi việc buôn bán, và Thương Bạc Viện để coi việc giao thiệp với người nước ngoài. Tuy vậy, trong triều không có người hiểu việc buôn bán và biết cách giao thiệp.
Do triều đình tìm cách cản trở dân thường buôn bán với người phương Tây nên trong hoạt động ngoại thương, thương gia ngoại quốc chủ yếu là Hoa kiều, Xiêm và Mã Lai, trong đó người Hoa chiếm tỷ lệ lớn nhất.

## Vai trò của thương nhân Hoa kiều
Thương nhân Hoa kiều đóng vai trò khá quan trọng trong đời sống thương mại thời Nguyễn.
Việc buôn bán ở các chợ quy mô lớn do thương nhân Hoa kiều kiểm soát, dù những người này chỉ là thiểu số. Một người Pháp là Dutreuil de Rhins đã viết năm 1876 rằng nhân số Hoa kiều tuy ít nhưng đã chiếm được phần lớn hoạt động thương nghiệp.
Ngoài các tổ chức buôn bán đại quy mô ra, Hoa kiều trong các đô thị lớn còn kinh doanh sòng bạc, đánh đề hay đút lót cho các quan để được đúc tiền, trưng thầu thuế đò, thuế chợ hay độc quyền rượu. Có những Hoa thương có thế lực còn chiếm độc quyền cung cấp hàng cho triều đình.

## Nhận định
Thương mại của Việt Nam còn hạn chế, các thương nhân người Việt buôn lẻ hàng hóa của người Hoa để bán lại kiếm lời. Việc tổ chức thương mại của người Việt sơ sài, trong phạm vi gia đình. Nếu có những hội buôn lớn thì cũng chỉ là những phường họp vài thương gia hùn vốn với nhau để kinh doanh rồi chia tiền ngay. Họ không liên kết lại thành những hội buôn làm ăn lâu dài. Nhiều người Việt Nam cho vay lãi trở nên phát tài nhưng họ dùng tiền của để mua ruộng đất chứ không đầu tư kinh doanh, khuếch trương thương mại hay công nghệ. Do đó thương nghiệp không mạnh được, một phần lớn cũng bởi tâm lý của người dân.
Sử gia Trần Trọng Kim cho rằng:
"Thương là hạng người làm nghề buôn-bán. Song việc buôn-bán của ta ngày xưa kém-cỏi lắm. Người thiên hạ đi buôn nước này, bán nước nọ, xuất cảng, nhập cảng, kinh doanh những công cuộc to lớn kể hàng ức hàng triệu. Người mình cả đời không đi đến đâu, chỉ quanh quẩn ở trong nước, buôn bán những hàng hóa lặt vặt, thành ra bao nhiêu mối lợi lớn về tay người ngoài mất. Thỉnh thoảng có một ít người có mươi lăm chiếc thuyền mành chở hàng từ xứ nọ đến xứ kia, nhưng vốn độ năm bảy vạn quan tiền, thì đã cho là hạng cự phú".
Các sử gia hiện đại cho rằng sự phát triển thương mại hạn chế thời Nguyễn đã không tạo nên được những điều kiện cần thiết cho sự chuyển biến xã hội.